# Door wind bewogen beweging
Door wind bewogen beweging is een artistiek en bouwkundig kunstwerk in Amsterdam-Centrum.
Het werk van aluminium en roestvast staal is bedacht door Wicher Meursing, die na zijn opleiding verschoof van klassiek aandoende beelden naar constructies die met beweging te maken hebben. De titel Door wind bewogen beweging is een verwijzing naar wat de constructie doet. Elk windzuchtje heeft invloed op het uiterlijk van het beeld, dat van minuut tot minuut onderhevig is aan luchtstromen en ook op een punt staat waar dat continu plaatsvindt. Het staat op een open plek op de Westerdoksdijk, gelegen tussen het water van het Westerdok en het IJ. 
Die plaats is niet willekeurig gekozen, het is er winderig en de voorouders van Meursing waren werkzaam in de scheepsindustrie (Scheepswerf De Nachtegaal), die hier was gevestigd. Meursing overleed op 30 mei 2015. Vlak daarna werd een start gemaakt met plaatsing, op 5 juni 2015 werd de funderingspaal geplaatst. Een kraanwagen moest er op 17 juni 2015 aan te pas komen om het gevaarte van horizontaal naar verticaal op zijn plaats te krijgen. Het werk werd op 28 augustus 2015 onthuld. De titel en de naam van de kunstenaar zijn via een inscriptie leesbaar op het beeld. 
Het is een uitwerking van een schaalmodel (1 op 12) dat in 2012 bij veilinghuis Sotheby's ter veiling werd gebracht door de Stichting Wicher aan de Werf, onder initiatief van Maria Blaisse, die naar aanleiding van de tentoonstelling Lucht en licht, beelden in beweging in het Amsterdam Museum een jaar eerder zich beijverde om een werk van Meursing op het Bickerseiland (dat in de buurt ligt) te kunnen plaatsen.
In 2014 organiseerde de Nederlandse Kring van Beeldhouwers de beeldententoonstelling Vleugels verbeeld in de Hortus Haren, waar werk van 15 beeldhouwers werd getoond. Van Meursing waren er drie beelden te zien die net als Door wind bewogen beweging met de wind meedeinen. In 2022 waren de "vleugels" nog nauwelijks in beweging te krijgen, ze stonden te vast afgesteld of vuil in de lager verhinderde een goede werking; er werd naar een oplossing gezocht.

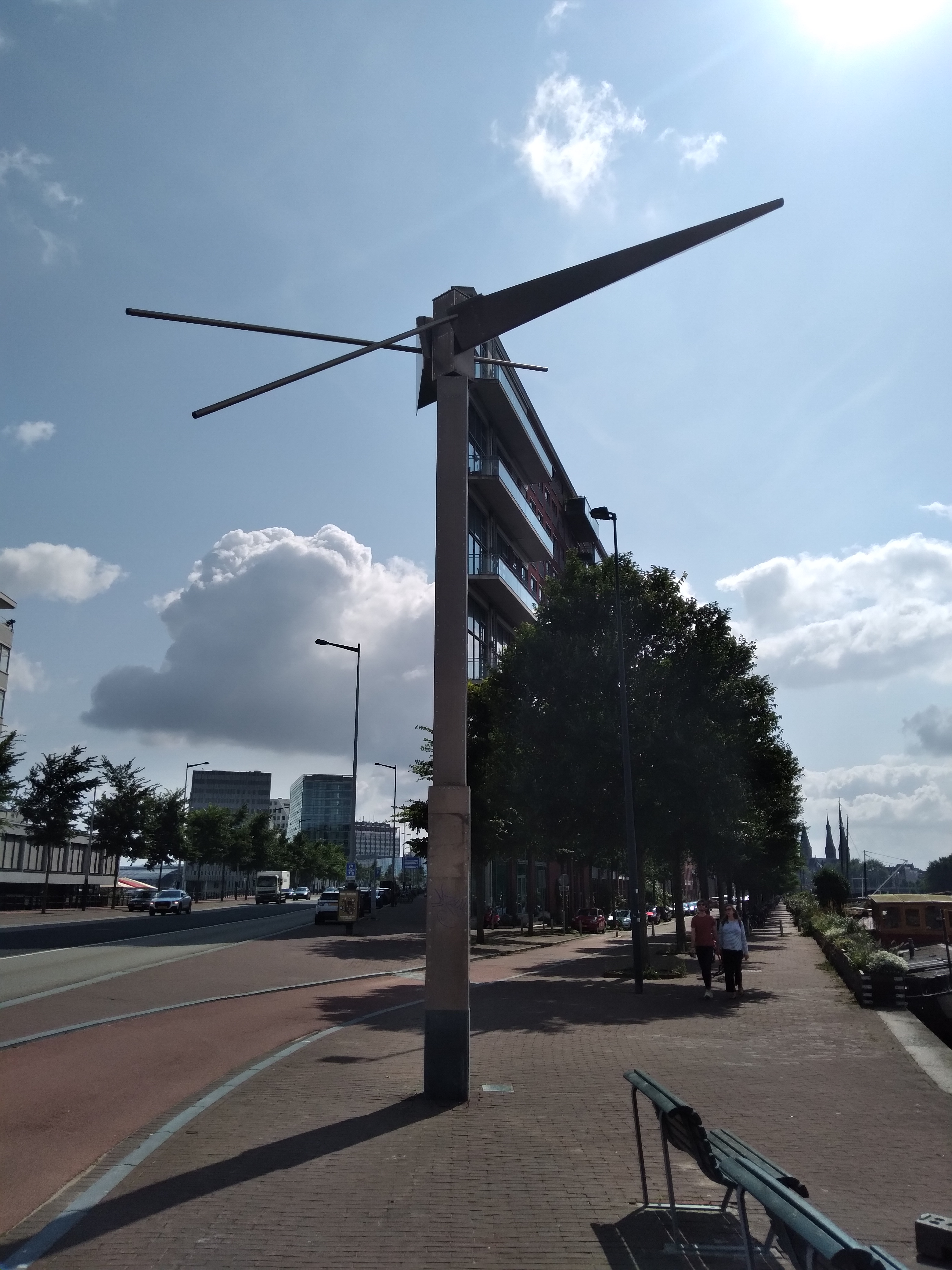
Door wind bewogen beweging voor gebouw De boeg van Bob van Reeth (augustus 2021)